# جو كونولي (لاعب كرة قاعدة)
جو كونولي (بالإنجليزية: Joe Connolly) هو لاعب كرة قاعدة أمريكي، ولد في 27 يونيو 1894 في سان فرانسيسكو في الولايات المتحدة، وتوفي بنفس المكان في 30 مارس 1960.